# Herbert Freudenberger
Herbert J. Freudenberger (Frankfurt, 1927 - New York, 1999) was een Duits-Amerikaans psycholoog.
Hij was een van de eerste die een beschrijving van de symptomen van uitputting en een omvattende studie over burn-out schreef.
In 1980 publiceerde hij een boek omgaan met burn-out. Dit boek is uitgegroeid tot een referentie voor alle belanghebbenden bij dit verschijnsel.
- Bibliothèque nationale de France: cb125000218 (data)
- Gemeinsame Normdatei: 109879775
- International Standard Name Identifier: 0000 0001 1673 0970
- Library of Congress Control Number: n80090134
- Nationale Bibliotheek van Tsjechië: jx20120214010
- Nationale Bibliotheek van Israël: 987007302212205171
- Nederlandse Thesaurus van Auteursnamen: 074437372
- SNAC: w6vc3k10
- Système universitaire de documentation: 034222278
- Virtual International Authority File: 74436624
- WorldCat: E39PBJrrrqPV9jH8vjPXJcQyVC